# Fife Symington III
John Fife Symington III (New York, 12 agosto 1945) è un politico statunitense.
È stato il 19º governatore dello Stato dell'Arizona dal 1991 fino al 1997. È noto anche per essere legato al mondo dell'ufologia.

## L'avvistamento UFO
A livello internazionale Symington è noto tra le personalità legate all'ufologia per le sue dichiarazioni e le sue iniziative in ambito ufologico.
Infatti, nel 2007, Fife Symington disse di aver assistito ad un "oggetto volante di origine sconosciuta" durante l'avvistamento collettivo del 1997 noto come l'Avvistamento di Phoenix.
In una intervista al The Daily Courier in Prescott, Symington disse:
Esso era più grande di qualunque cosa abbia mai visto e rimane un mistero. Altre persone l'hanno visto, persone responsabili.
Non so perché le persone ridicolizzino la cosa.»
(Fife Symington III)
Non potevano essere fiamme perché era troppo simmetrico.  Aveva un profilo geometrico, una forma costante.»
(Fife Symington III)
Tuttavia, quando era governatore nel 1997, Symington promise di fare chiarezza sull'avvistamento di massa avvenuto tra l'Arizona e il Nevada e lo stato messicano di Sonora (avvistamento di Phoenix), ma poi ridicolizzò il tutto durante una conferenza dove presentò il capo del suo staff vestito da alieno, dicendo di aver trovato il colpevole. La spiegazione fu che in veste di pubblico ufficiale aveva la responsabilità di evitare il panico, cercando di alleggerire la situazione.
Il 9 novembre 2007 Symington è apparso con altri ospiti alla discussione su esperienze di avvistamenti UFO al Larry King Live.
Pochi giorni dopo, il 12 novembre 2007, Symington fece da moderatore alla conferenza stampa sugli UFO al National Press Club in Washington, D.C. Tra i testimoni spiccavano militari americani e pubblici ufficiali -provenienti da tutto il mondo- coinvolti in casi di UFO.

Symington è, inoltre, apparso come testimone dell'avvistamento di Phoenix (Phoenix Lights) nel documentario sugli UFO del 2002 Out of the Blue del regista James Fox.